# کالینووو-سولکی
کالینووو-سولکی (به لهستانی:  Kalinowo-Solki) یک روستا در لهستان است که در گمینا کولشه کوشچیلنه واقع شده‌است.